# Піщатка
Піща́тка — річка в Україні, в межах Любомльського району Волинської області. Права притока Гапи (басейн Західного Бугу). 

## Опис
Довжина 28 км, площа басейну 271 км². Долина широка й неглибока, місцями невиразна. Річище слабозвивисте, на значній протяжності каналізоване й випрямлене. 

## Розташування
Піщатка бере початок на північний схід від села Куснища. Тече спершу на захід, далі поступово повертає на південь. Впадає до Гапи на схід від села Римачі. 